# Магелланікум-торф
Магелланікум-торф (рос. магелланикум-торф, англ. magellanicum peat, нім. Magellanicum-Torf m) — вид торфу верхового типу, що містить не менше 70 % залишків оліготрофних мохів, з яких більше половини складають залишки Sphagnum magellanicum. Вміст деревних залишків не більше 10 %. М.-т. відкладається магелланікум-фітоценозами, що займають помірно обводнені ділянки верхових боліт і під грядами. М.-т. поширений в покладах верхового і змішаного типів лісової зони. Ступінь розкладання М.-т. 15±9 %, зольність 2,1 ±1 %, вологість 90-92 %, рН = 3,1±0,3, повна вологоємність 11-30 кг/кг, водопоглинання сухого фрезерного торфу 3-19 кг/кг.

## Інші різновиди торфу
| - Фускум-торф - Фрезерний торф - Магелланікум-торф - торф вербовий - торф верховий - торф гіпновий | - торф деревний - торф деревно-моховий - торф деревно-трав'яний - торф мезотрофний - торф моховий - торф низинний - торф перехідний | - торф похований - торф сфагновий - торф трав'яний - торф тростинний - торф хвощевий - торф шейхцерієвий - торф ялинковий |